# ABN AMRO I

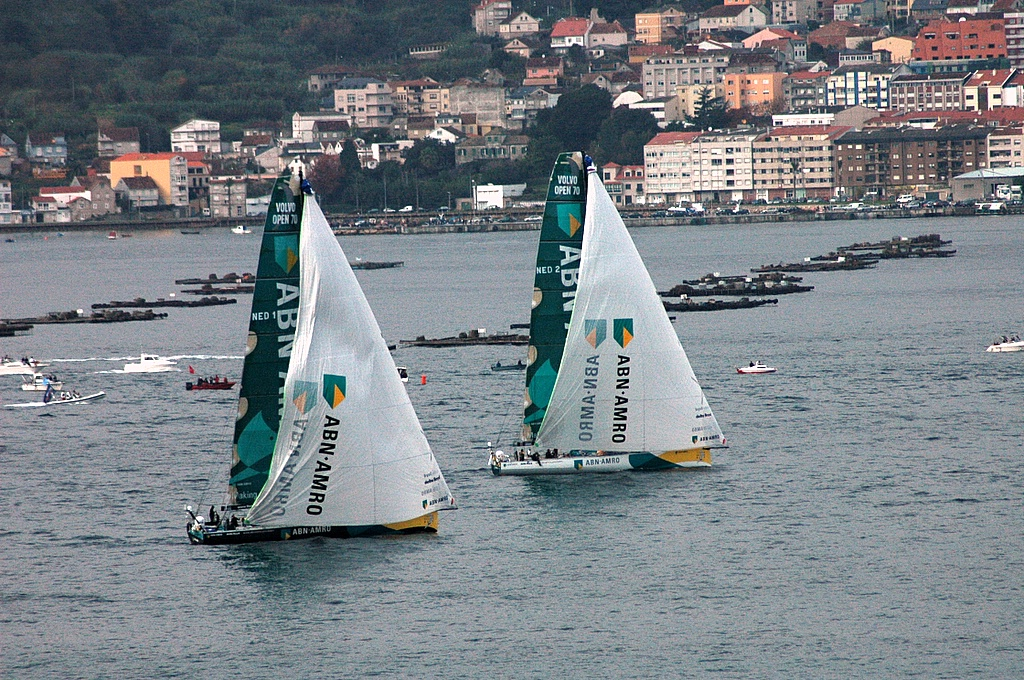
De ABN Amro I (links) met zusterschip ABN Amro II

ABN AMRO I (Black Betty) is een zeilboot die de Volvo Ocean Race van 2005-2006 heeft gewonnen. De boot werd gesponsord door de Nederlandse bank ABN AMRO. Deze bank sponsorde ook nog een tweede boot, de ABN AMRO II. In de Volvo Ocean Race 2008-2009 voer de boot voor team Delta Lloyd. 
De ABN AMRO I was een Volvo Open 70 boot van de tweede generatie. De ABN AMRO II werd eerder gebouwd en de ervaring met het testen van deze boot is in de ABN AMRO I verwerkt. De lengte van de boot was 70.5 voet (≈ 20,5 meter). De boot is ontworpen door Juan Kouyoumdjian.

## Volvo Ocean Race 2005-2006
De eerste etappe van Sanxenxo naar Kaapstad werd door de ABN AMRO I gewonnen, nadat ze vierde waren geworden in de havenrace die aan deze eerste etappe voorafging. De tweede havenrace in Kaapstad werd gewonnen door de ABN AMRO I, net als de tweede etappe naar Melbourne. Ook de havenrace in Melbourne werd een prooi voor de ABN AMRO I. Uiteindelijk bleek ABN AMRO I oppermachtig en werden zes etappes en vijf havenraces gewonnen.

### Bemanning
- Mike Sanderson – schipper
- David Endean – trimmer en pitman
- Brad Jackson – wachtkapitein
- Jan Dekker – voordekker
- Robert Greenhalgh – stuurman en trimmer
- Stan Honey – navigator
- Tony Mutter – stuurman en trimmer
- Justin Slattery – voordekker
- Sidney Gavignet – stuurman en trimmer
- Mark Christensen – wachtkapitein

## Volvo Ocean Race 2008-2009
Deze editie deed de boot opnieuw mee, ditmaal gesponsord door Delta Lloyd. Het schip werd gekocht door de verzekeraar en startte onder het startnummer NED1. Schippers waren Ger O'Rourke in de eerste etappe en Roberto Bermúdez de Castro vanaf de tweede etappe. Delta Lloyd eindigde de race als zevende.
Tussen beide races in was de boot eigendom van Team Ericsson en werd als testboot gebruikt ter voorbereiding op de Ocean Race 2008/09. Met twee nieuwe boten nam Ericsson deel aan de wedstrijd zelf.

## Record oversteek
ABN AMRO I heeft als Delta Lloyd op 2 december 2009 de Noordzee in een recordtijd overgestoken. De geslaagde record poging startte in het Engelse Lowestoft en finishte in IJmuiden. De 105 nautische mijl (200 kilometer) werden in 5 uur, 36 minuten en 18 seconden afgelegd. Het Nederlandse zeiljacht Delta Lloyd stond onder leiding van schipper Bouwe Bekking. Hij werd bijgestaan door onder anderen Gideon Messink, Peter van Niekerk, Herbert Dercksen en enkele Delta Lloydmedewerkers.
Tijdens de overtocht had de Delta Lloyd veel regen, maar kon redelijk optimaal van de wind profiteren. Deze kwam namelijk uit het zuidzuidoosten en had een kracht van vijf tot zes op de schaal van Beaufort. Het vorige record stamde uit maart 2008 toen de oversteek in net iets minder dan zes uur werd gedaan. 